# Blue Archive
Blue Archive (јап. ブルーアーカイブ; кореј. 블루 아카이브; кин: 蔚蓝档案) је Јужно Корејска видео игра направљена од компаније Nexon Games (раније позната као NAT games), подружница Nexon компаније. Изашла је 2021 године за Андроид и iOS оперативне системе, прво у Јапану 4. Фебруара од компаније Yostar, а касније глобално 8. Новембра од Nexon. Игра се заснива на free-to-play моделу са gacha механизмима преко којих се добијају нови ликови. Анимирана телевизијска адаптација игре под називом Blue Archive The Animation је почела у априлу 2024.
Играч као и главни лик игре је учитељ који је позван изван академског града-државе Кивотос, од стране Председнице Општог Савета Студената (енгл. General Student Council), вансудске комисије која управља школама града. Након неочекиваног нестанка Председнице, криминална активност расте у граду, и играч добија задатак од осталих чланова савета да помогне у проблемима који се појављују по граду, као и у потрази за председником.

## Начин игре
Blue Archive је стратешка игра улога у којој играч прави тимове до шест чланова (два "Специјална" члана и четири "Нападача") за учествовање у разним војним кампањама. Чланови ових тимова су студенти разних школа града Кивотос. Сваки студент има различите вештине и изглед. Играч може да појача студенте на многе начине, као што је повећање њиховог нивоа, побољшање оружја, оклопа и вештина. Студенти могу бити добијени преко gachа система користећи валуту у игри "Pyroxene", која може бити купљена правим новцем у игри.
Игра се састоји од нивоа у којим су студенти постављени на хексагонске мапе (Hex map) са противницима и битка почиње када стану на исто поље као противник, или ако противник стане на њихово поље. У бици, Нападачи напредују равном стазом и сусрећу се са групама противника. Нападачи имају аутоматске нападе, и могу да се сакрију иза објеката да би избегли напад. Специјални студенти не учествују у директној борби, већ појачавају Нападаче и дају им подршку са својим вештинама. Играч генерално нема контролу над биткама, али може да активира вештине студената користећи поене који се пуне током битке. Сваки студент и противник може да има један од три врсте нападног и одбрамбеног типа. Ова три типа су засновани на папир-камен-маказе методи, што им одређује снаге и мане. Када су студенти поражени, хеликоптер слети и спасе их, али не могу да учествују у осталим биткама у том нивоу.

## Прича

### Поставка приче
Blue Archive свет је смештен на планети сличној Земљи, у академском граду-држави Кивотос, који је створен унијом хиљадама академија. Грађани Кивотоса се састоје од три расе: Хуманоиди, који укључују многе подрасе, од обичних људи до оних које подсећају на анђеле, демоне, вилењаке, интелигентних звери различитих раса, и робота са људском интелигенцијом. Студенти академија имају ореоле, који их штите од опасности, и чине их отпорним на меце и експлозије. Због скоро неуништиве биологије студената Кивотоса, сви студенти имају право да носе ватрена оружја, што је довело до тога да је ватрено оружје обична опрема студента, попут мобилних телефона.
Градом управља Општи Савет Ученика (енгл. General Student Council, GSC), савезни комитет са Председницом на челу, који управља градом из Санктум Куле (енгл. Sanctum Tower) са приступом у сваки студентски регистар. Иако је GSC главна моћ у Кивотосу, многе школе раде и владају својим окрузима независно. Три највеће школе се сматрају Millenium школа науке, Trinity општа школа и Gehenna академија.
Пре почетка приче игре, GSC Председница позива играчевог лика, учитеља званог "Sensei", да постане саветник SCHALE, вансудске организације основана од стране Председнице. После тога, она нестаје, што доводи до раста криминалне активности у граду. Док Sensei помаже студентима, клубовима, и академијама Кивотоса са разним проблемима, мора да се сукобљава са противничким школама, криминалцима, корумпираним организацијама, вештачком технологијом, паранормалним створењима, мистериозним групама, и сектама које прете Кивотосу.

### Томови
Главна прича се састоји од неколико томова, који се фокусирају на специфичне групе студената у њиховим школама, сваки том је подељен у више делова. Постоји пет томова приче, од којих прва четири воде до првог врхунца приче назван "Том Финала" који повезује прва четири тома и завршава први низ повезаних прича, пуштајући следеће томове да постоје засебно.
У супротности са већином gacha игрица, већина Blue Archive главне приче је постављена као визуелни роман, користећи борбу како би побољшали причу, у противности са другим gacha играма које закључавају делове приче иза растућих ниво зидова. Поред главне приче, игра има честе споредне приче, које такође користе формат визуелног романа.

## Развој и продукција
Игра је прво представљена од стране Nexon Games (Пре познати као NAT Games) и Yostar својим почетним именом, Project MX. Објава, као и први промотивни видео и слике су изашли Фебруара 2020. Yostar су објавили мобилну игру и одржали пробни затворени тест за Андроид верзију Јула 2020, где је била позната по својим садашњим именом, Blue Archive. Игра је прво планирана да изађе 2020, али се касније померила на 4. Фебруар, 2021.
Глобална верзија игре је објављена у Августу 2021, прелазећи преко милион пред регистрација за њен излазак. Ова верзија, која је на енглеском и корејском језику је изашла 8. новембра исте године од стране Nexon. 
11. Новембра 2022, Nexon је ажурирао оцене глобалне верзије игре на "Mature" од прошлог "Teen" рејтинга, а у исто време је издао засебну верзију игре са оценом "Teen" због проблема са рејтингом у Кореји. Верзија са оценом "Teen" има неке измене садржаја у пореди са оргиналном верзијом. 
Верзија игре на кинеском језику је објављена у Кини Марта 2023, због објаве кинеских власти поводом играња игра у држави. Веб сајт за игру, заједно са првим погледом је настао 31. Марта 2023, за пред регистрацијама отворених истог дана. Пробни затворен тест је одржан између Јуна и Јула 2023, и 3. Августа 2023, игра је коначно изашла у Кини. Кинеска верзија игре има Yostar као издавача.
Октобра 2023, Nexon је објавио да ће глобална верзија бити доступна у Galaxy Store за Samsung телефоне. Ова верзија је изашла 31. Октобра.
Према интервју у Тајвану децембра 2023, PD Kim Yong Ha је објаснио да имају план за следеће две године игре, и очекују 15 година минимум развоја игре. Такође је рекао да им је највећи фокус отклањање проблема пада система који се често дешавају у игрици, са разлогом да су њихови 3Д модели постали много сложенији са проласком времена. Такође је додао да не постоји план тренутно за десктоп верзију игре.

## Медији

### Аниме

#### Оригиналне нет анимације
Две кратке оригиналне нет анимације су изашле појединачно као промотивни материјал за игру. Обе анимације су направљене од стране Yostar Pictures, и објављене на њиховој званичној YouTube страни.
1.5th Anniversary Short Animation  је објављена  16.-ог Јула 2022 као специјална девето минутна анимација за летњу и поло годишњу причу.
Beautiful Day Dreamer је још једна кратка анимација, која се фокусира на Millenium школу. Изашла је 22.-ог Новембра 2022, са трајањем од 9 минута.
2.5th Anniversary Short Animation је требала да изађе 23. Јула 2023, али је наводно отказана пре него што је 24.-ог Децембра 2023 потврђено да је заиста отказана због проблема са квалитетом.

#### Blue Archive The Animation
Аниме телевизијска серијска адаптација игре под називом Blue Archive The Animation  је објављена 22. Јануара, 2023.Серија је продуцирана од стране Yostar Pictures и CANDYBOX и режирао ју је Daigo Yamagishi, где Hiroshi Ōnogi и Yamagishi надгледају сценарије серије. Shunji Maki је асистент директор, и Hiromitsu Hagiwara дизајнер ликова и главни аниматор. Аниме се фокусира на 1. том приче игре. Гласови ликова су исти као што су у игри. Премијера је изашла 8. Априла 2024 на TV Tokyo каналу. Medialink је лиценсовао серију у азијском-пацифику (осим Аустралије и Новог Зеланда).Анимација тренутно има 7 објављених епизода.

### Штампани медији
Игра је објавила неколико званичних штампаних медија као што су стрипови, манге и књиге о уметничким делима.

#### Blue Archive Official Artworks
Књига о уметничким делима названа Blue Archive Official Artworks је издана од стране Ichijinsha са првим томом објављеним 5. Октобра 2022. Први том садржи многе дизајн концепте студената, као и слике других ствари везаних за прву годину трајања игре. Књига накнадно укључује интервјуе са уметницима који су радили на игри. Други том који прелази преко материјала из друге године игре је објављен 19.-ог Децембра 2023.

#### Blue Archive Anthology Comic
Књига под називом Blue Archive Anthology Comic, која се састоји од разних кратких прича и стрипова различитих уметника најављена је да је у продукцији 24. Јула, 2021 год. од Ichijinsha. 3. том књиге је изашао 25. Јула, 2023.
Још једна серија стрипова названа  Blue Archive Dengeki Anthology Comic је изашла од стране Kadokawa Corporation 3. Фебруара 2023.  

### Музика

#### Тематска песма
Пар песама су коришћене као тематске песме током игриног живота. "Clear Morning", од Yui Ogura је коришћена као главна тематска песма за Јапанску верзију игре, изашла је као сингл 31. Марта 2021."Target for love" од Lee Jin-ah је коришћена као главна тематска песма за глобалну верзију игре, са различитим верзија за корејску и енглеску верзију. За кинеску верзију, "Blue Canvas" од ClariS је коришћена као регионална тематска песма.

#### Оригиналне звучне траке
Оригиналне звучне траке игре су компоноване већином од Mitsukiyo, Karut и Nor. Други композери периодично доприносе тракама, као на пример Aiobahn за сарадњу са A Certain Scientific Railgun серијом.
Званичне звучне траке игре су продане у албуму Blue Archive Original Soundtrack, са првим томом ибзаченим 24.-ог Марта 2022. Задњи том, пети, је избачен 21. Јануара 2024.

## Популарност и рецепција

### Популарност
Док је оригинално била критикована због мало садржаја, игра је добила нагли пораст у популарности после побољшања, и сада ужива у огромно успешној бази фанова, нарочито у Азији и Пацифику (Јапан, Филипинима и Јужној Кореји).
Игра је била скорашњи велики хит на Comiket, са подацима са  догађаја лета 2023. показујући да је игра имала највећи број кругова од оних који су учествовали у секцији о социјалним играма, са 894 кругова који су продавали doujinshi продукте само за игру. Ово је огромни пораст гледајући на њену перформансу у прошлом Comiket, где је имала 446 кругова у зими 2022. Игра је добила сопствени одељак у зимском Comiket 2023. док је пре била у општом одељку за социјалне игре.Пар истакнутих особа као што је главни програмер PD Kim Yong Ha и композитор Mitsukiyo су се појавили на догађају. На основу анкете од 16. децембра 2023. коју је спровео Nikkei Entertainment фанови Blue Archive имају просечну старост 24 године, а однос мушкараца и жена је 80:20.
Игра је такође привукла познате манга ауторе и аниматоре да буду фанови игре и креирају уметничка дела за игру. Један од најпопуларнијих је аутор Bocchi The Rock! , Aki Hamaji који је учествовао у Comiket са њеном сопственим кругом са Blue Archive doujinshi. Пошто је њен аниме такође много популаран, са анимацијом која се скоро завршила, многи фанови су дошли на њен штанд. Организатори су јој штанд померили напоље зато што су фанови препунили зграду, и њен штанд је продао све копије до поднева првог дана догађаја.

#### Награде
Blue Archive игра је освојила награду од компаније за истраживање тржишта Sensor Tower за најбољу причу, надмашивши друге велике противнике као Fate/Grand Order, Goddess of Victory: Nikke, и Honkai: Star Rail.

#### Приход
Игрин укупни приход до Октобра 2023 је достигао преко 400 милиона америчких долара за све њене верзије. Јапанска верија игре је одговорна за 75% тог броја.  Августа 2023, игра је имала 19 милиона приход у јапанској верзији, и 4 милиона америчких долара у глобалној верзији.
Према Nexon, Blue Archive се сматра једним од њихових игара са највећим зарадама, с тим да је изузетно била једна од доминантних фактора прихода у Јапану у њиховом финансијском извештају другог тромесечја 2023.

### Контроверзе
Глобална верзија је тешко критикована због додавања цензуре у неке сцене игре у поређењу са јапанском верзијом, упркос Nexon обећању да ће садржај бити не промењен. Неке слике у игри су биле промењене или су биле увеличане, и пар ризичног дијалога је ублажен и цензурисан у преводу. Ово је довело до рецензијског бомбардовања од стране корисника на Google Play и App Store-у.
Као одговор на ово, главни програмер PD Kim Yong Ha је изјавио да су морали да се придрже "спољашњих захтева" да би могли да маркетују игру у другим регијама, извињавајући се играчима што није мого да испуни своје обећање.
Цензура је поништена Новембра 2022, када је Nexon увео засебну верзију игре са "Teen" оценом (15 или 12 година на Google Play и App Store) да заузме место прошле "глобалне верзије", док су подигли оцену оригиналне игре на 17+ на обе платформе (18+ у Јужној Кореји). Ово се већином десило зато што је GRAC повећао оцену оригиналне верзије.